# آبادی (تاجیکستان)
آبادی (به لاتین: Obodi) یک منطقهٔ مسکونی در تاجیکستان است که در ولایت سغد واقع شده‌است.